# Ur (město)
Ur byl důležitý sumerský městský stát ve starověké Mezopotámii, nacházející se na místě dnešního Tell el-Muqayyaru (arabsky: تَلّ ٱلْمُقَيَّر, doslova „kopeček asfaltu“) v guvernorátu Dhíkár na jihu Iráku. Ačkoli Ur bývalo přímořským městem poblíž ústí Eufratu do Perského zálivu, pobřeží se časem posunulo a město se dnes nachází daleko ve vnitrozemí, na jižním břehu Eufratu, 16 km od Násiríje v dnešním Iráku. Město bylo založeno v obeidském období okolo roku 3800 př. n. l. a v písemné historii je zaznamenáno jako městský stát od 26. století př. n. l., přičemž prvním známým králem byl král Tuttues.
Město ochraňoval bůh Nanna (v akkadštině Sín), sumerský a akkadský bůh měsíce, a jméno města původně pochází od jména tohoto boha — UNUGKI, doslova „příbytek (UNUG) Nanny“. Místo je známé díky částečně zrekonstruovaným ruinám zikkuratu, který obsahoval svatyni zasvěcenou Nannovi a byl vykopán ve 30. letech 20. století. Chrám byl postaven ve 21. století př. n. l. (dle krátké chronologie) za vlády Urnammua a byl znovu zrekonstruován v 6. století př. n. l. posledním babylónským králem Nabonidem.

## Archeologové v Uru
Do oblasti Uru se dostal roku 1617 italský šlechtic Pietro della Valle se svojí manželkou Sitti Maani, kterou della Valle poznal na jedné z předešlých cest v Bagdádu. Předtím už navštívil několik míst, především Babylón. Nemohl tušit, že pahorek Mukajjar skrývá právě Ur.
O vědecký popis urského zikkuratu se pokusili v letech 1849 a 1853 Angličané W. K. Loftus a J. E. Taylor. Na vážný průzkum čekal do r. 1917, kdy ho navštívil další Brit R. Campbell Thompson. Ten potvrdil zatím jen význam místa pro další archeologické bádání, a tak mohl v listopadu 1922 přijet Leonard Woolley, aby zahájil systematický výzkum na objednávku Britského muzea v Londýně a Muzea Pensylvánské univerzity na pahorku Mukajjar – zřícenin města Uru.

## Popis města
Dominantou Uru je mohutný zikkurat, na jehož vrchol vede 130 schodů. Je z něho pěkná vyhlídka na archeologickou lokalitu. Město Ur mělo půdorys elipsy o velké poloose asi 1,5 km a malé necelý 1 km. Uvnitř hradeb Uru bylo aspoň osm chrámů, šest rozlehlých paláců, několik skladů obilí a posvátných pohřebišť. Řeka Eufrat kdysi tekla přímo u města a napájela umělý kanál kolem jeho hradeb. Na jejich vnější straně byla dvě přístaviště.

## Historický vývoj

### Obeidská kultura
Nejstarší doklady osídlení oblasti Uru jsou z mladochalkolitické obeidské kultury z konce 5. tisíciletí př. n. l. Z této kultury máme nejvíce památek z Eridu, v Uru bylo nalezeno několik sošek (terakotové ženské postavy) a váz. Byl zde zdokonalen zavlažovací systém.

### Predynastické období
Druhá polovina 4. tisíciletí př. n. l. je dobou, kdy v Sumeru v poříčí Eufratu a o něco později Tigridu vznikají první městské státy. O predynastickém období hovoříme proto, že až z následující doby se zachovaly první, třebaže nespolehlivé seznamy královských dynastií. Tato doba je dělena na starší kulturu uruckou zhruba do roku 3200 př. n. l. a mladší džemdet-nasrskou.
V urucké kultuře se keramika poprvé vyrábí na hrnčířském kruhu, je vypalována v peci, vyleštěna a její vnější povrch červeně natřen. V Uru bylo nalezeno pohřebiště z tohoto období, objevily se cihly bílého cementu. Na konci urucké kultury se objevují první piktogramy, nejstarší písemné památky na světě vůbec. Nejvýznamnějším městem je Uruk. Dříve se předpokládalo, že Sumerové přišli do Mezopotámie právě na počátku uruckého období. Dnes se soudí, že už to bylo poněkud dříve.

### Raně dynastické období

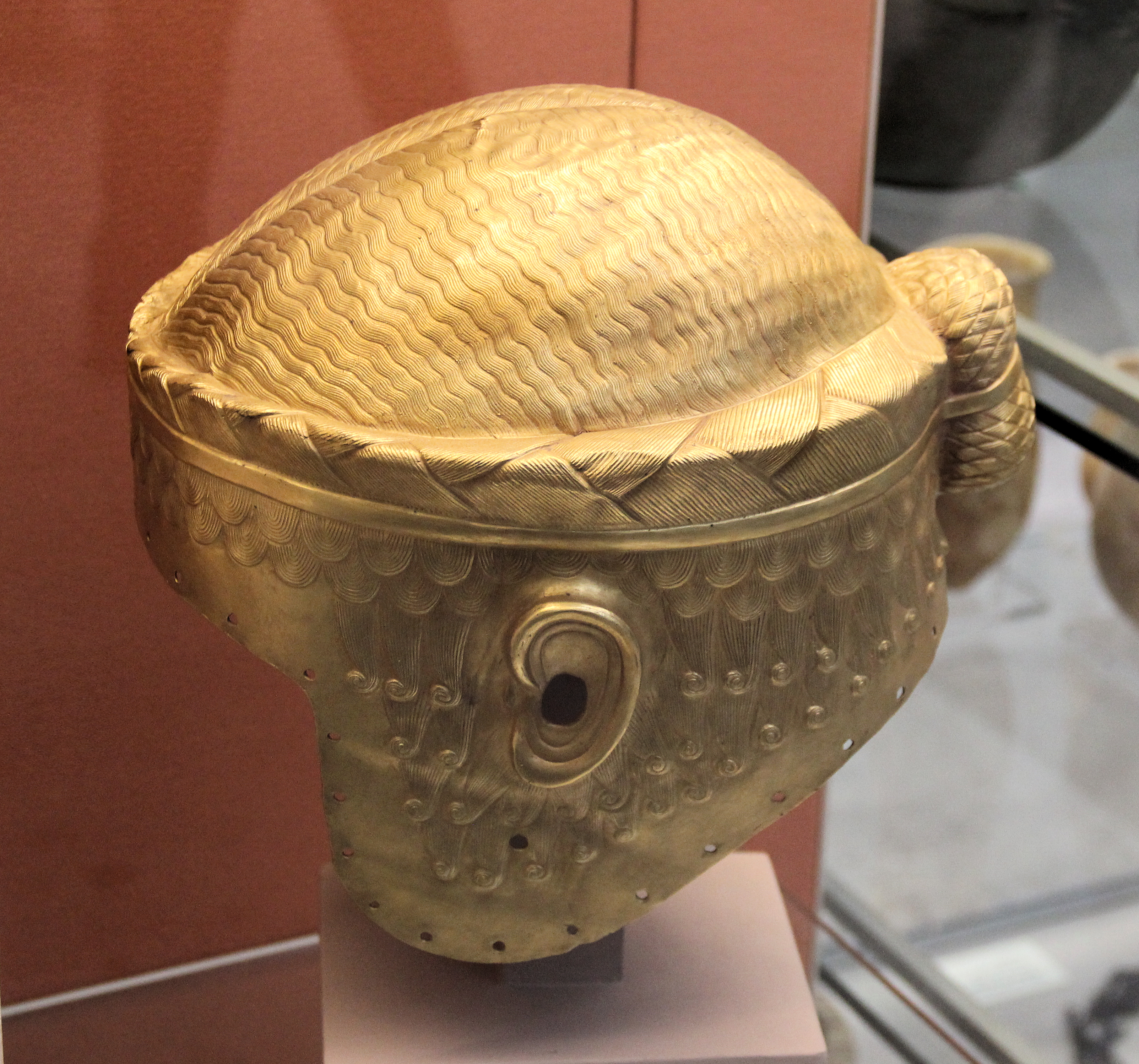
Zlatá helma krále Meskalamduga, circa 2600–2500 př. n. l.

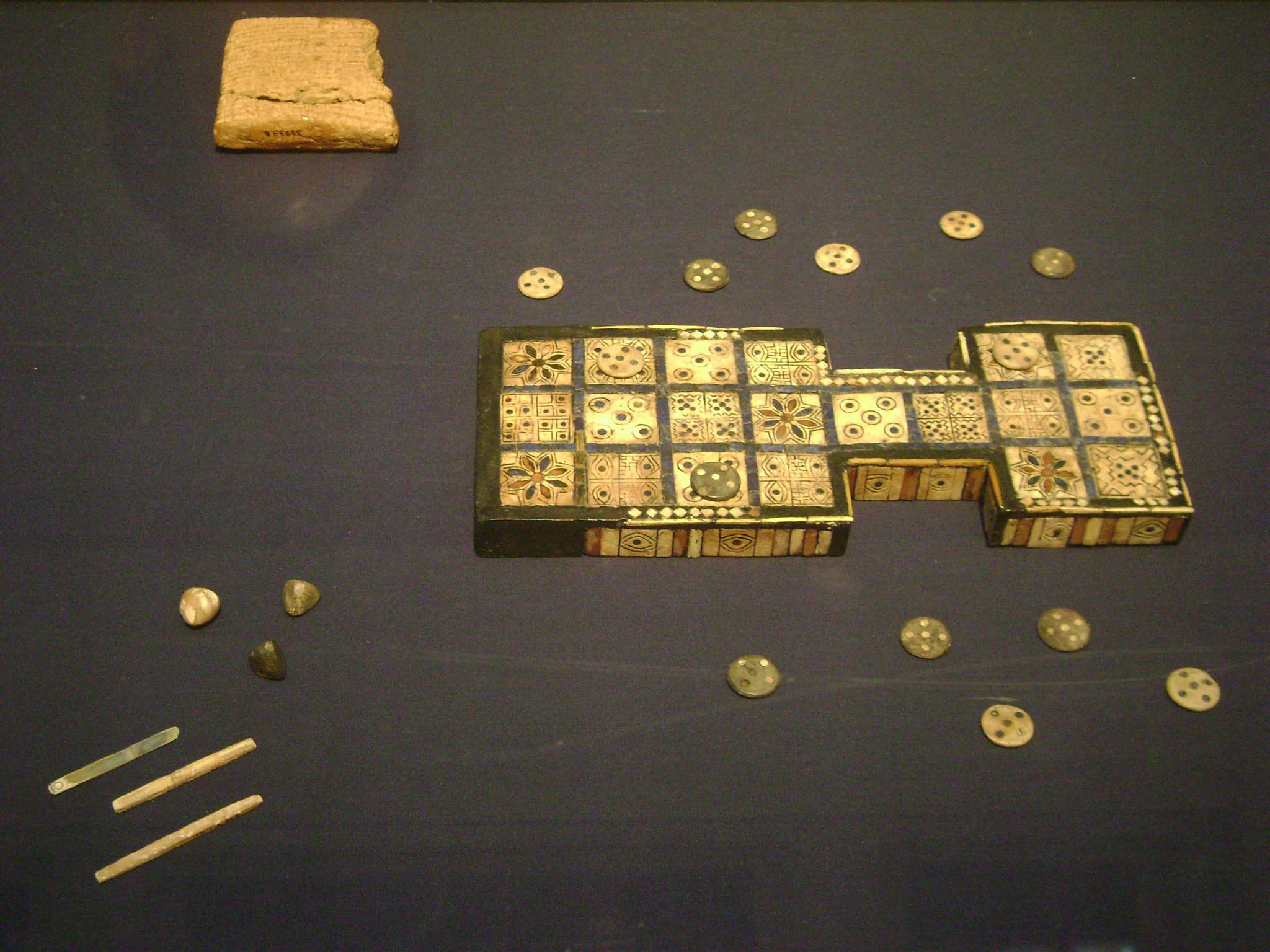
Královská hra z Uru

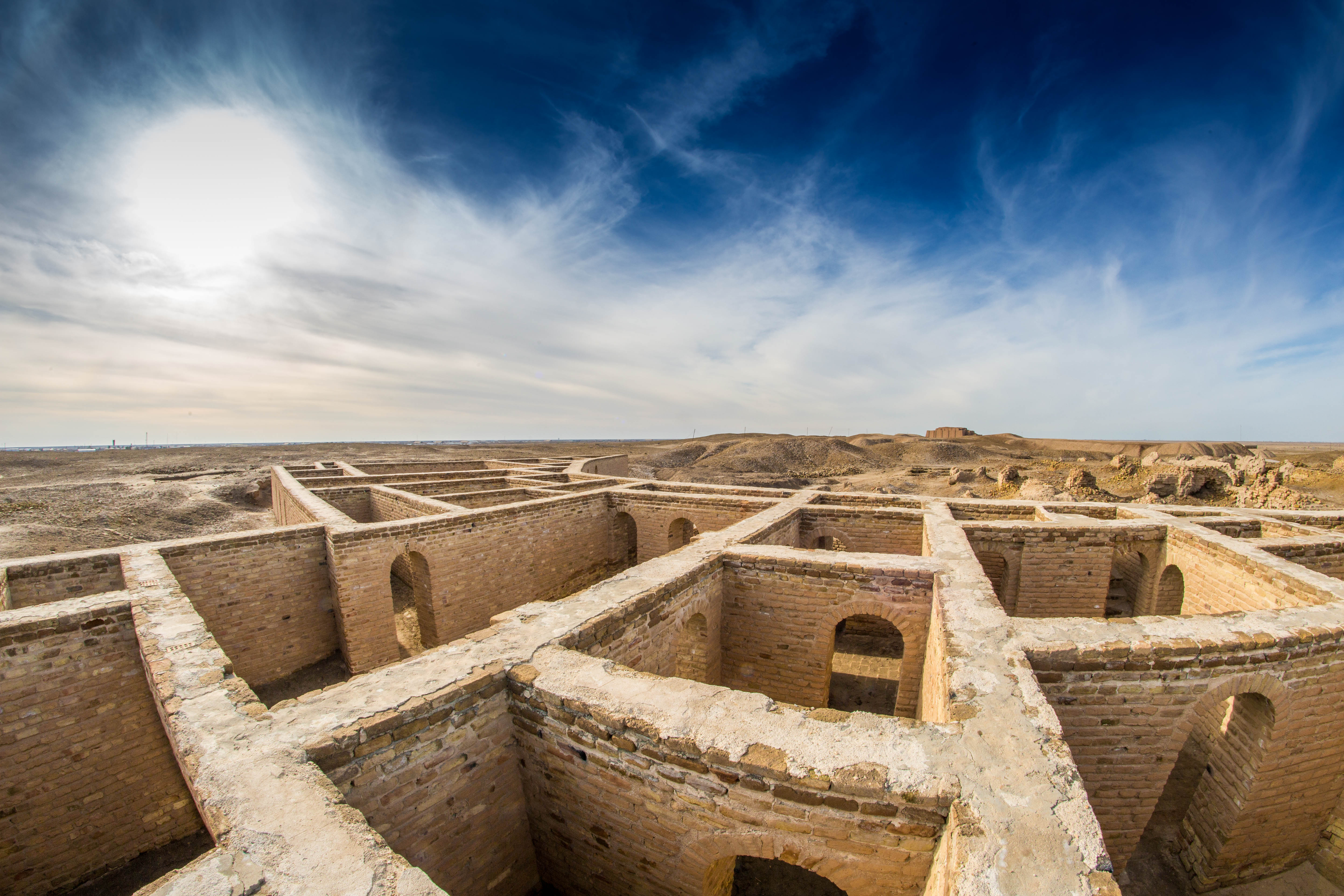
„Abrahámův dům“ v Uru, fotografie z roku 2016.

Říše 3. dynastie urské. Západ je nahoře, sever vpravo.

Sumer je v dalším období rozdělen na množství městských států s řadou dynastií. Toto raně dynastické období je vymezené počátkem 3. tisíciletí př. n. l. a dobou prvních sjednocovacích procesů, které vycházely nejprve z Lagaše a posléze ze semitského Akkadu, tj. asi do 24.–23. století př. n. l.. První města měla malou rozlohu a vznikala hlavně na jihu Sumeru (Eridu, Uruk, Ur). Město se stává centrem státu, je obehnáno hradbami a kromě chrámu se objevil palác panovníka.
V Uru se objevují kolem roku 2700 př. n. l. piktografické tabulky se seznamy zvířat, pracovníků a nářadí, které sloužily jako evidence chrámového hospodářství. Jediným pramenem tohoto období jsou mýty a eposy. První královské nápisy se v Uru objevují z doby po roce 2600 př. n. l. Významným pramenem této doby je Sumerský královský seznam, třebaže není tak spolehlivý. Mnohem důležitější je materiál archeologický.
V letech 1922–1934 ruiny podrobně prozkoumal L. Woolley; především objevil velké královské pohřebiště, v němž nalezl 16 královských komplexů se zhruba 1850 pohřby. Překvapením pro vědce byl objev hrobky královny Puabi, kde byl nalezen nepoškozený poklad nedozírné hodnoty, dnes umístěný v Pensylvánské univerzitě. Nádherná je především čelenka na hlavě královny a množství jejích šperků. Woolley zjistil, že současně s královnou Puabi byli rituálně pohřbíváni její sloužící, kteří jí měli být nablízku i po smrti „na onom světě“. Na urském královském hřbitově bylo vykopáno mnoho dalších cenností, např. pozlacená přilba krále Meskalamduga z jantaru nebo královská standarta, na níž jsou inkrustací z mušlí a lapis lazuli znázorněny výjevy z válečného i mírového života. Nalezený poklad svědčí o stycích Uru s východními zeměmi, dokonce až s Indií.
Nejvýznamnější stavbou v Uru byl velký zikkurat E-temen-nigur(u). Jeho stavba vrcholila za 3. dynastie urské a byl zasvěcen bohu Měsíce Nannarovi. Zikkurat má rozměry půdorysu 65 × 43 m a původní výška byla 18 metrů. Stavba se z větší části zachovala, byla obložena kvalitními vypalovanými cihlami a proti vlhkosti chráněna otvory ve zdech.
Woolley se svými kolegy doložil existenci králů Meskalamduga a Akalamduga, po nichž se objevuje první panovník z královského seznamu a údajný zakladatel 1. urské dynastie Mesannipada. Vládnou někdy kolem poloviny až konce 26. století př. n. l. Do tohoto období patří i královna nebo spíše princezna (kněžka?) Puabi.
Woolley také v Uru nalezl stopy po obrovských zátopách, s nimiž spojoval potvrzení biblické teorie o potopě světa. Tento objev vzrušoval po mnoha desetiletí, ale srovnávací výzkumy v různých městech potvrdily, že nešlo o celkovou zátopu, ale pouze lokální ničivé povodně.
Sumerské městské státy byly zpočátku primitivními demokraciemi se shromážděním všech obyvatel města. Nejdůležitějším voleným úředníkem byl nejvyšší kněz městského boha, který vedl chrámové hospodářství, jemuž náležela hlavní část obdělávané půdy státu. Základem hospodářství bylo zemědělství, pastevectví a rybolov, při chrámu byly specializované dílny. Pracovníci byli odměňováni naturálně a kromě běžných prací byli povinni účastnit se údržby a rozšiřování kanálů, staveb chrámů a hradeb. Územní růst městských států si posléze vynutil změnu politické organizace, kdy se do čela státu dostává monarcha, jemuž sloužilo pravidelné vojsko, vedle chrámového hospodářství vzniká hospodářství palácové.

### Stát 3. dynastie urské

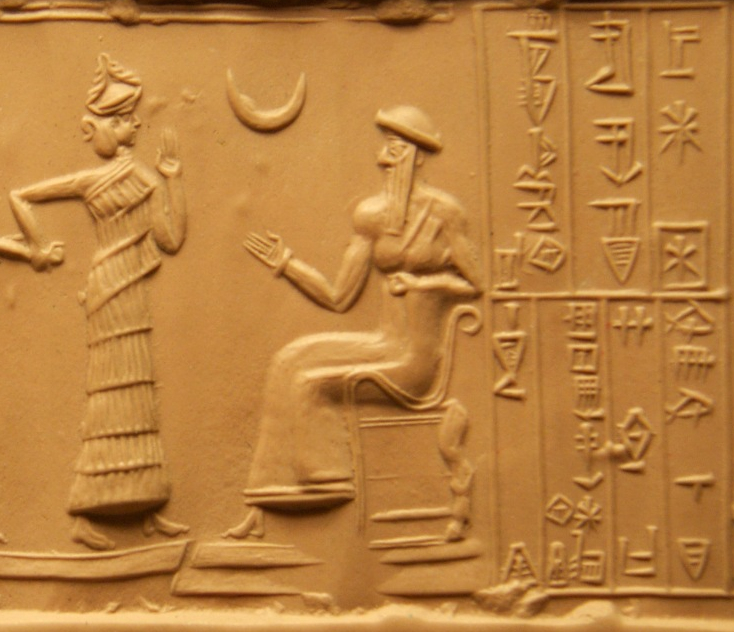
Král Urnammu (ca 2047–2030 př. n. l.).

První sjednocení Sumeru vyšlo z Lagaše a následně z města Ummy, jehož panovník Lugalzagezzi si podrobil kromě jiných měst i Ur, ale který byl po letech poražen akkadským panovníkem Sargonem Akkadským. Ur ztrácí svoji samostatnost a vůbec nic nevíme o tzv. 2. dynastii urské. Vládla snad během 22. století př. n. l. Po pádu Akkadské říše se asi r. 2198 př. n. l. severních území zmocnil horský kmen Gutejců. Ti byli poraženi r. 2116 př. n. l. králem Utuchengalem z Uruku. Po krátké vládě, v níž Sumer opět sjednotil, byl svržen svým urským guvernérem Urnammuem (r. 2111 př. n. l.), zakladatelem 3. dynastie urské. Stát 3. dynastie urské trval zhruba 100 let, kdy Ur dobyli (asi 2003 př. n. l.) Elamité a poplenili další sumerská města. Tento vpád znamenal konec sumerské civilizace. Uměleckým vyjádřením zničení Uru je skladba Nářek nad zkázou města Ur (do češtiny přeložil Lubor Matouš).

### Další vývoj
V období Starobabylónské říše Ur ztrácí své postavení, přesto i král Chammurapi ho v úvodu svého zákoníku uvádí mezi svými městy. Za jeho syna a nástupce Samsu-Ilunya došlo v Uru a některých dalších místech k odboji. Posléze však zmínky o Uru umlkají.

## Ur na Sumerském královském seznamu

### I. dynastie z Uru
- Mesannipada, vládl v Uru 80 let
- Meskiagnannar, vládl v Uru 36 let
- Elulu , vládl v Uru 25 let
- Balulu, vládl v Uru 36 let

Celkem 4 králové 177 let
Pak byl Ur poražen a královský majestát přešel do Awanu

### II. dynastie z Uru
- Lugalkinišedudu, vládl v Uru, doba jeho vlády je neznámá
- Lugalkisalsi, vládl v Uru, doba jeho vlády je neznámá
- Jméno není známo, vládl v Uru pravděpodobně 2 roky
- Kakug, vládl v Uru, doba jeho vlády je neznámá

Celkem 4 králové 116 let
Pak byl Ur poražen a královský majestát přešel do Adabu

## Seznam panovníků 3. dynastie urské
- Utuchengal, 2116–2111 př. n. l.
- Urnammu, 2111–2094 př. n. l.
- Šulgi, 2093–2046 př. n. l.
- Amarsín, 2045–2037 př. n. l.
- Šusín, 2037–2028 př. n. l.
- Ibbisín, 2027–2003 př. n. l.